# Morro do Ribeirão
O morro do Ribeirão, com 532m de altitude, é o ponto culminante da ilha de Santa Catarina, no estado de brasilleiro de Santa Catarina.
Está situado no distrito do Ribeirão da Ilha, no lés-sudeste da ilha, próximo à margem da Baía Sul.